# Saproscincus eungellensis
Saproscincus eungellensis là một loài thằn lằn trong họ Scincidae. Loài này được Sadlier, Couper, Colgan, Vanderduys, & Rickard mô tả khoa học đầu tiên năm 2005.